# 2023 en Israël
Chronologie d'Israël (en)
- 2019
- 2020
- 2021
- 2022
- 2023
- 2024
- 2025
- 2026
- 2027

Cette page concerne les évènements survenus en 2023 en Israël :

## Évènements
- Depuis le 26 janvier : Crise israélo-palestinienne de 2023
- 26 janvier : Raid israélien à Jénine.
- 27 janvier : Attentat à Jérusalem.
- février : Révélations sur l'entreprise fantôme de désinformation Team Jorge.
- 5 avril : Affrontements de 2023 à la mosquée al-Aqsa.
- 7 avril : Fusillade d'Hamra (en)
- 9-13 mai : Affrontements de 2023 entre Gaza et Israël.
- 2 juin : Fusillade à la frontière entre l'Égypte et Israël.
- 19 juin : Raid israélien de juin 2023 à Jénine (en)
- 3 juillet : Raid israélien de juillet 2023 à Jénine (en)
- 7 octobre : 
  - Attaque du Hamas contre Israël
  - Début de la guerre à Gaza (voir les évènements liés dans la palette ci-dessous)

## Création
- 18 août : Ligne rouge du métro de Tel-Aviv (en).

## Culture
- 10 août : Participation d'Israël au Concours Eurovision de la chanson 2023.

## Sport
- Saison 2023 de l'équipe cycliste Israel-Premier Tech
- Championnat d'Israël de football 2022-2023
- Championnat d'Israël de football 2023-2024
- Coupe d'Israël de football 2022-2023
- 15-25 juin : Organisation conjointe du championnat d'Europe féminin de basket-ball 2023]
- 7 - 10 août : Organisation des championnats d'Europe juniors d'athlétisme 2023 à Jérusalem.
- 28 août-16 septembre : Organisation, conjointe, du championnat d'Europe masculin de volley-ball 2023

## Décès
- Shimon Baadani (en), rabbin.
- Chaim Topol, acteur et chanteur.
- Yehonathan Geffen, chanteur et journaliste.